# Chassalia corallifera
Chassalia corallifera là một loài thực vật có hoa trong họ Thiến thảo. Loài này được (A.Chev. ex De Wild.) Hepper mô tả khoa học đầu tiên năm 1962.